# Rodrigo Ponce de León, 1.º Duque de Cádis
Rodrigo Ponce de León y Alhama, duque de Cádis, conde de Arcos e marquês de Zahara (Cádis, 1443 — Sevilha, 28 de agosto de 1492), foi um nobre e militar espanhol. Foi um dos principais capitães dos Reis Católicos na conquista de Granada.

## Origem
Segundo filho de Juan Ponce de León e Nunez Eleanor del Prado, logo começou a sua carreira militar assim como seu pai e apoiando Henrique IV de Castela que havia se rebelado contra a nobreza. Pelas ações no cerco de Cádis, o rei nomeou Juan Ponce de León como Marquês de Cádis, embora este título fosse concedido ao seu filho, mesmo antes da morte do pai. Após isso, Rodrigo vai continuar a apoiar seu soberano contra o Duque de Medina Sidonia.

## Guerra da Beltraneja
Com a morte de Henrique IV, apoia a filha deste, Joana de Trastâmara, na Guerra de Sucessão de Castela contra Isabel I de Castela, seguindo seu sogro, o marquês de Vilhena. No entanto, ao fim da guerra, apresenta-se à nova rainha, Isabel, e esta o perdoa e lhe confirma e mantém todos os seus títulos, posses e privilégios. Seria servindo Isabel que Rodrigo encontraria a sua maior glória.

## Cerco de Granada
Foi o capitão de maior destaque na tomada de Alhama, que foi sitiada pelos mouros, e que mais tarde seria resgatada por seu velho inimigo, o Duque de Medina Sidonia. Após o controle de Alhama pelas forças castelhanas ter ficado assegurado em 28 de Fevereiro de 1482, Rodrigo se reuniu com Fernando II de Aragão em Antequera, onde foi convencido pelo mestre de Santiago, Alonso Cárdenas.
Se organizou um poderoso exército em Antequera, onde também figuravam como capitães Aguilar Alonso, Pedro Henriques, o Mestre de Santiago, além do  Marquês de Cádis. Nesta campanha, Rodrigo perde três de seus irmãos e dois sobrinhos, mas na batalha de Lucena conseguem capturar Boabdil, o então rei de Granada.
O destino do rei-menino debateu-se num conselho celebrado em Córdova. O Marquês de Cádis estava consciente das implicações na política interior granadina.
| “ | Porque os mouros têm pouca fé em seus reis, e lhes dão tão pouco acatamento, que ligeiramente os fazem e desfazem estando livres; mais ainda estando presos, o que em diversos tempos havemos visto, e agora vemos a prisão deste. A qual sabida, logo os mais que estavam à sua obediência tornaram à do rei seu pai, e privaram o filho do nobre de rei que lhe haviam dado. | ” |

Ponce de León foi um dos que aconselharam os reis católicos de deixar Boabdil livre e devolver-lhe o trono de modo a continuar a guerra civil contra seu pai, o sultão Alboácem Ali (Ali Mulei Hacém), e seu tio, Maomé XIII ("O Zagal"). Quando esses dois se unem contra Boabdil, Rodrigo os ataca implacavelmente até a queda de Zagal, o mais bravo e perigoso de todos os emires de Granada.
Mais uma vez atuou no cerco de Granada distinguido-se na batalha de Zuabia e na batalha da Rainha. E esteve presente tanto na rendição da cidade quanto para entregar novamente o mesmo Boabdil aos Reis Católicos. Esse fato culminaria no fim do domínio mouro na Península Ibérica.

## Legado
Quando morreu, possuía uma imensa riqueza e grandes quantidades de terras, que foram herdadas por sua filha, Francisca Ponce de León.